# Day After Day (singel Elnura Hüseynova i Samira Cavadzadə)
Day After Day – singiel azerskich piosenkarzy Elnura Hüseynova i Samira Cavadzadə, napisany przez Gövhər Həsənzadə i Zəhrę Bədəlbəyli oraz wydany w 2008 roku.
W 2008 roku utwór został wybrany przez krajowego nadawcę publicznego İctimai TV na pierwszą w historii propozycję reprezentującą Azerbejdżan w Konkursie Piosenki Eurowizji. Numer reprezentował kraj podczas 53. Konkursu Piosenki Eurowizji organizowanego w Belgradzie. 20 maja został zaprezentowany przez duet jako siódmy w kolejności w pierwszym półfinale widowiska i z szóstego miejsca awansował do finału. Cztery dni później został zaśpiewany przez wokalistów jako dwudziesty w kolejności finałowej i zajął ostatecznie ósme miejsce z 132 punktami na koncie, w tym m.in. z maksymalnymi notami 12 punktów od Turcji i Węgier.

## Lista utworów
CD single
1. „Day After Day” – 3:06